# NGC 5908
NGC 5908 (również PGC 54522 lub UGC 9805) – galaktyka spiralna (Sb), znajdująca się w gwiazdozbiorze Smoka. Odkrył ją William Herschel 5 maja 1788 roku.